# Bare Mountain
Bare Mountain, qui culmine à 309 mètres d'altitude, est un sommet de la chaîne Holyoke, un chaînon situé dans la vallée du Connecticut, au Massachusetts (États-Unis), et faisant partie de Metacomet Ridge. La montagne s'élève abruptement sur près de 250 mètres de haut et offre des vues plongeantes sur les paysages alentour grâce à son sommet entièrement nu. Elle est située sur le territoire des villes de Amherst et South Hadley. Elle est traversée par le Metacomet-Monadnock Trail.

## Géologie
Long Mountain, comme la plus grande partie de Metacomet Ridge, est composée de basalte, une roche volcanique. Elle s'est formée à la fin du Trias lors de la séparation de la Laurasia et du Gondwana, puis de l'Amérique du Nord et de l'Eurasie. La lave émise au niveau du rift s'est solidifiée en créant une structure en mille-feuille sur une centaine de mètres d'épaisseur. Les failles et les séismes ont permis le soulèvement de cette structure géologique caractérisée par de longues crêtes et falaises.

## Écosystème

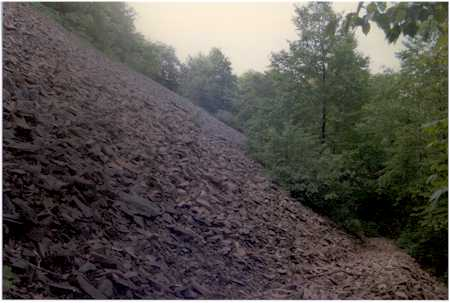
Vue sur des éboulis basaltiques à Bare Mountain.

La combinaison des crêtes chaudes et sèches, des ravines froides et humides et des éboulis basaltiques est responsable d'une grande variété de microclimats et d'écosystèmes abritant de nombreuses espèces inhabituelles pour la région.

## Activités
Bare Mountain est une destination populaire parmi les étudiants locaux, en raison de son panorama à 270° sur les vallées alentour comprenant une vue sur le mont Norwottock et les sommets orientaux de la chaîne Holyoke. La carrière de Round Mountain et le campus de l'University of Massachusetts Amherst sont également visibles.
Un bunker souterrain a été construit sur le versant septentrional de Bare Mountain et occupé par l'U.S Air Force Strategic Air Command (SAC) durant la guerre froide pour servir d'abri aux commandants de la Westover Air Force Base dans l'éventualité d'une attaque nucléaire. Il possède trois étages, des murs d'un mètre d'épaisseur, une porte blindée de cinquante centimètres d'épaisseur et se trouve enfoui à six mètres sous terre. Il est désormais occupé par un entrepôt de la Five Colleges Library,.